# Estação Cuauhtémoc (Metrorrey)
A Estação Cuauhtémoc é uma das estações do Metrorrey, situada em Monterrei, entre a Estação Central, a Estação Del Golfo, a Estação General Anaya e a Estação Alameda. Administrada pela STC Metrorrey, faz parte da Linha 1 e da Linha 2.
Foi inaugurada em 25 de abril de 1991. Localiza-se no cruzamento da Avenida Cólon com a Avenida Cuauhtémoc. Atende o centro da cidade.
A estação recebeu esse nome por estar situada na Avenida Cuauhtémoc. A avenida possui esse nome por homenagear Cuauhtémoc, que foi o último Tlatoani asteca de Tenochtitlán. Ele assumiu a gestão da cidade em 1520, um ano antes da captura de Tenochtitlán por Hernán Cortés e suas tropas. O nome Cuauhtémoc é derivado dos vocábulos náuatles Cuauhtli e temoc, que combinados significam ataque da águia, podendo também ser interpretado como sol se pondo.

## Características
A estação possui dois níveis: um elevado, por onde circulam as composições da Linha 1, e outro subterrâneo, referente à Linha 2. Para quem trafega na Avenida Cuauhtémoc, vê um círculo envolto por um semicírculo no exterior do nível elevado. O nível subterrâneo da estação, climatizado, conta com alguns cartazes publicitários.
No primeiro piso, existem algumas lojas que vendem roupas, bolsas, colares, pulseiras e outros acessórios. Já no nível superficial, são vendidos alimentos e revistas, dentre outras coisas, em quiosques. A estação foi projetada pelo escritório de arquitetura Pladis.